# Znojile, Zagorje ob Savi
Znojile este o localitate din comuna Zagorje ob Savi, Slovenia, cu o populație de 144 de locuitori.